# Ascodipteron longiascus
Ascodipteron longiascus är en tvåvingeart som beskrevs av Hastriter 2007. Ascodipteron longiascus ingår i släktet Ascodipteron och familjen lusflugor. Inga underarter finns listade i Catalogue of Life.